# 平泉町
平泉町（日语：／ Hiraizumi chō */?）是位於日本岩手縣南部的町，隸屬於西磐井郡，也是縣內面積最小的行政區。北上川流經城鎮中心旁並往南流，當地人口則集中在北上川右岸的平泉地區。平泉町在平安時代末期是奧州藤原氏的根據地，其總人口推測為10萬多人，是當時日本國內人口僅次於京都的第二大城市。當地保留著相當多奧州藤原氏時代的寺院，如中尊寺和毛越寺等。境內一系列的寺院被合稱為平泉—象徵著佛教淨土的廟宇、園林與考古遺址，並於2011年被聯合國教科文組織列為世界文化遺產。

## 地理
平泉町境內約48.7%的面積被森林覆蓋，22.6%的土地為農業用地。東部坐落著北上山地的束稻山、音羽山、觀音山等山岳；西部則是自奧羽山脈延伸，海拔約100至200公尺的丘陵地。北上川流經城鎮中心旁並往南流。戶河內川、太澤川等河也流經町内，並在轄區的中央地帶注入北上川。

### 氣候
由於平泉町被奧羽山脈和北上山地包圍，因此當地呈現內陸型氣候。根據鄰近的一關市氣象資料統計，2022年當地的年均溫約為12.1℃，年降雨量則約為1150毫米。

## 歷史
延曆21年（802年），征夷大將軍坂上田村麻呂在現今奧州市的水澤地區建造膽澤城，並於延曆23年（804年）設立膽澤郡等郡，使平泉在內的地區納入大和王權的控制範圍內。平安時代後期，以衣川為據點的豪族安倍氏統治陸奧國中部的六郡（奧六郡）。10世紀時，平泉地區在內的磐井郡被編入陸奧國的國府多賀城領。前九年之役中，源賴義和源義家在出羽國豪族清原氏的協助下，於康平5年（1062年）攻破廚川柵並殺死安倍貞任，安倍氏至此滅亡。而後三年之役結束後，奥州藤原氏初代當主藤原清衡將根據地從江刺郡的豐田館轉移至磐井郡的平泉，使當地作為奧州藤原氏的根據地而相當繁榮。奧州藤原氏的第三代當家藤原秀衡在任內期間獲封為鎮守府將軍與陸奧守，使奧州藤原氏正式成為東北地區的統治者。而當時平泉地區的總人口數推測為10萬多人，是平安時代日本國內人口僅次於京都的第二大城市。
文治5年（1189年），平泉地區因藏匿源義經而受到源賴朝的討伐。第四代當主藤原泰衡在敗逃的路途中被其家臣殺害，奧州藤原氏至此滅亡。戰後，源賴朝任命御家人葛西清重擔任奧州總奉行並掌管當地的檢非違使，同時將奧州藤原氏原本的領地膽澤郡、磐井郡和牡鹿郡等郡分封給他，平泉地區也改由葛西氏統領。
明治22年（1889年），日本實施町村制，並將境內的平泉村、中尊寺村與戶河内村合併成平泉村。昭和28年（1953年），平泉村改制成平泉町。昭和30年（1955年）4月，平泉町與東磐井郡的長島村合併成現今的平泉町。

## 人口
平泉町的總人口自2000年以來便逐年下降，至2020年日本實施國勢調查統計時已從9,054人減少至7,252人。當地的幼年人口占比率自2000年的約13.7%下降至2015年的約11.4%，高齡人口的占比率則從約25.8%上升至34.9%。
| 平泉町人口分布圖 |                                               |  |
| 平泉町與日本全國年齡別人口分布比較圖 （2005年資料） | 平泉町的年齡、男女別人口分布圖 （2005年資料） |  |
| ■紫色是平泉町 ■綠色是全国 | ■藍色是男性 ■紅色是女性                       |  |
| 平泉町人口變化 \| 1970年 \| 9,474人 \| \| \| 1975年 \| 9,374人 \| \| \| 1980年 \| 9,253人 \| \| \| 1985年 \| 9,703人 \| \| \| 1990年 \| 9,493人 \| \| \| 1995年 \| 9,288人 \| \| \| 2000年 \| 9,054人 \| \| \| 2005年 \| 8,819人 \| \| \| 2010年 \| 8,345人 \| \| \| 2015年 \| 7,868人 \| \| \| 2020年 \| 7,252人 \| \| |                                               |  |
| 資料來源：日本總務省統計中心提供之人口普查數據 |                                               |  |
| 1970年 | 9,474人                                       |  |
| 1975年 | 9,374人                                       |  |
| 1980年 | 9,253人                                       |  |
| 1985年 | 9,703人                                       |  |
| 1990年 | 9,493人                                       |  |
| 1995年 | 9,288人                                       |  |
| 2000年 | 9,054人                                       |  |
| 2005年 | 8,819人                                       |  |
| 2010年 | 8,345人                                       |  |
| 2015年 | 7,868人                                       |  |
| 2020年 | 7,252人                                       |  |

## 行政
現任町長青木幸保於2022年8月在選舉中第2次成功連任，其任期將持續至2026年8月。

## 經濟
根據日本2020年的國勢調查統計，平泉町的就業人口中有509人（約13.5%）從事第一級產業，1076人（約28.4%）從事第二級產業，2085人（約57.8%）則從事第三級產業。當地的農業以生產稻米、食用牛等農產品為主。由於平泉町内擁有中尊寺和毛越寺等景點，加上境內一系列的寺院於2011年被聯合國教科文組織列為世界文化遺產，因此吸引大量的觀光客到訪。根據統計，2005年至2019年平泉町每年約有200萬名遊客到訪。2021年和2022年受到嚴重特殊傳染性肺炎疫情的影響下滑至100萬人次以下。2023年上半年則恢復至近150萬人次。

## 教育
平泉町內共有2所小學校與1所中學校。根據2023年5月的統計，町內共有331名小學生與172名中學生。

## 交通
國道4號與東北自動車道以南北向穿越平泉町，其中東北自動車道分別在轄區北部和南部設置平泉前澤交流道與平泉智慧型交流道。鐵路方面，東日本旅客鐵道的東北本線通過平泉町，並在城鎮中心設置平泉車站。

## 觀光

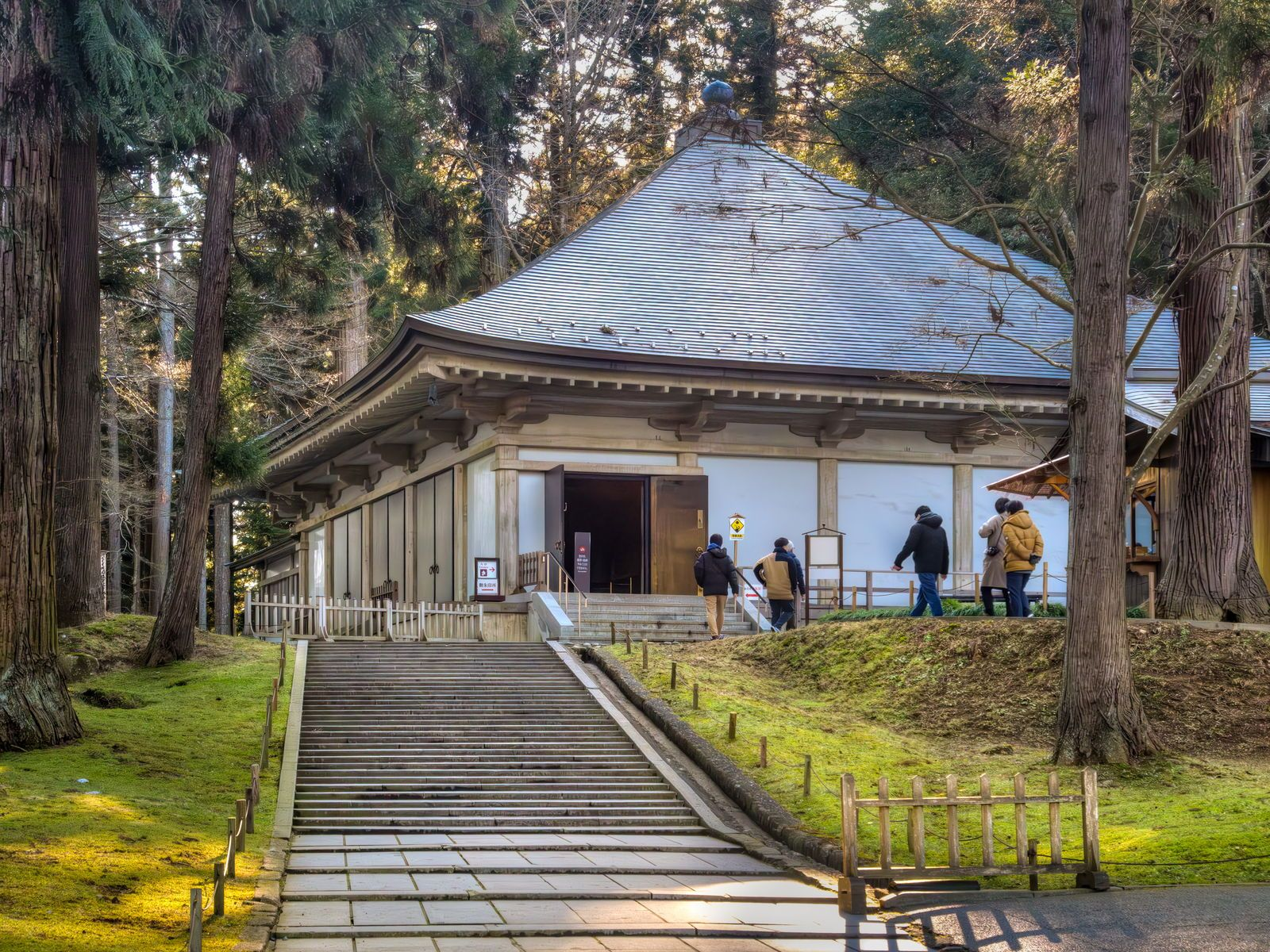
中尊寺金色堂

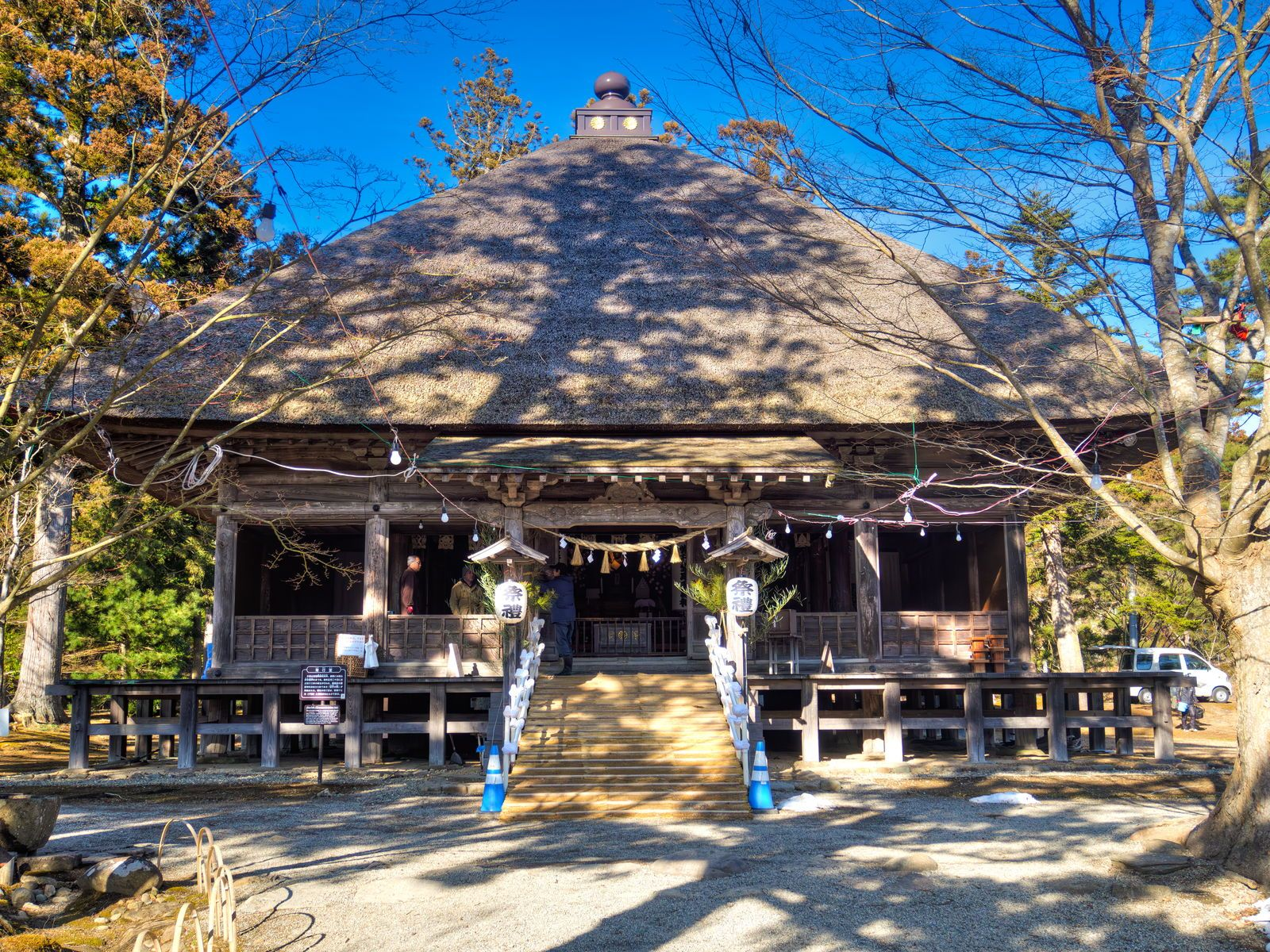
毛越寺常行堂

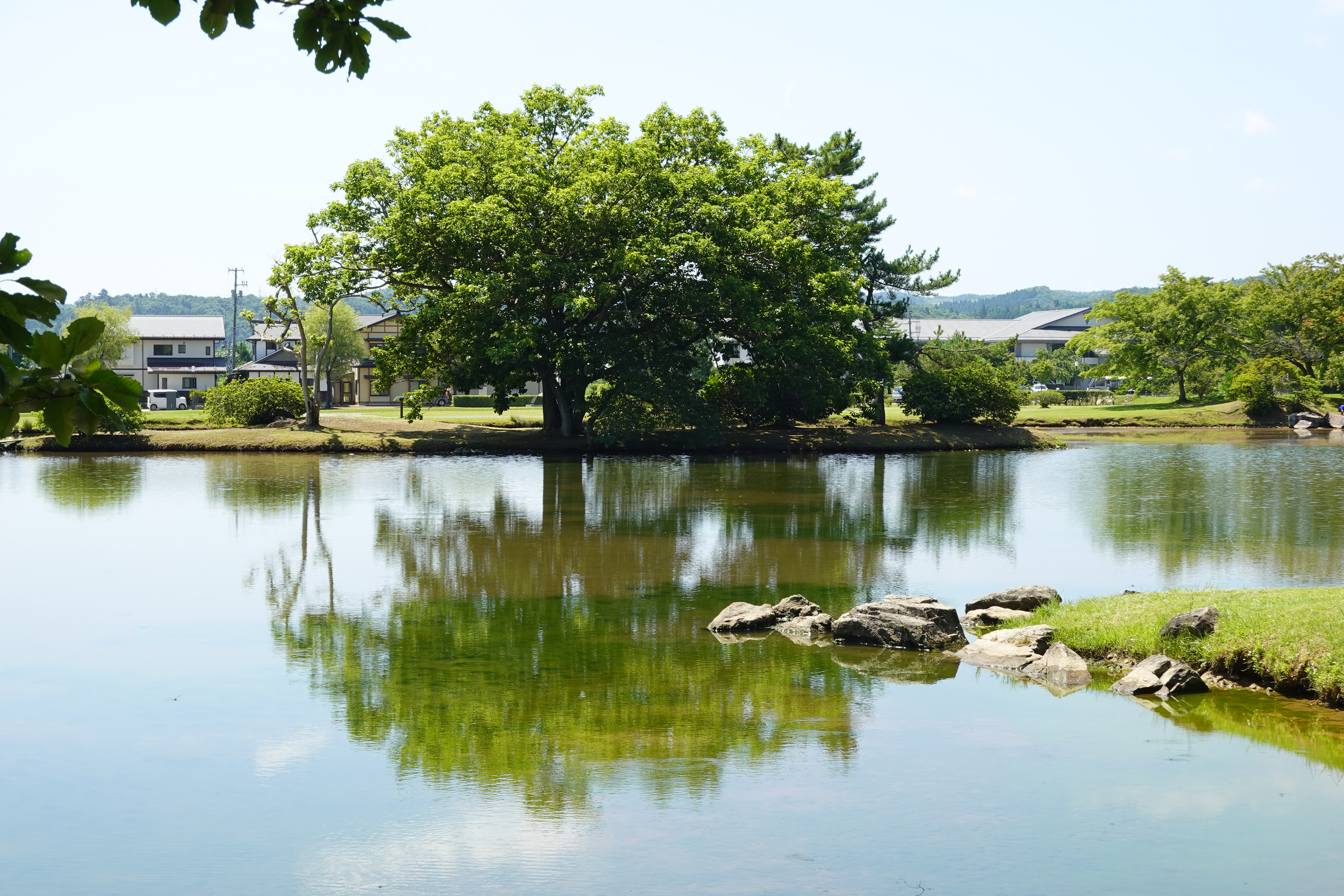
觀自在王院舞鶴池

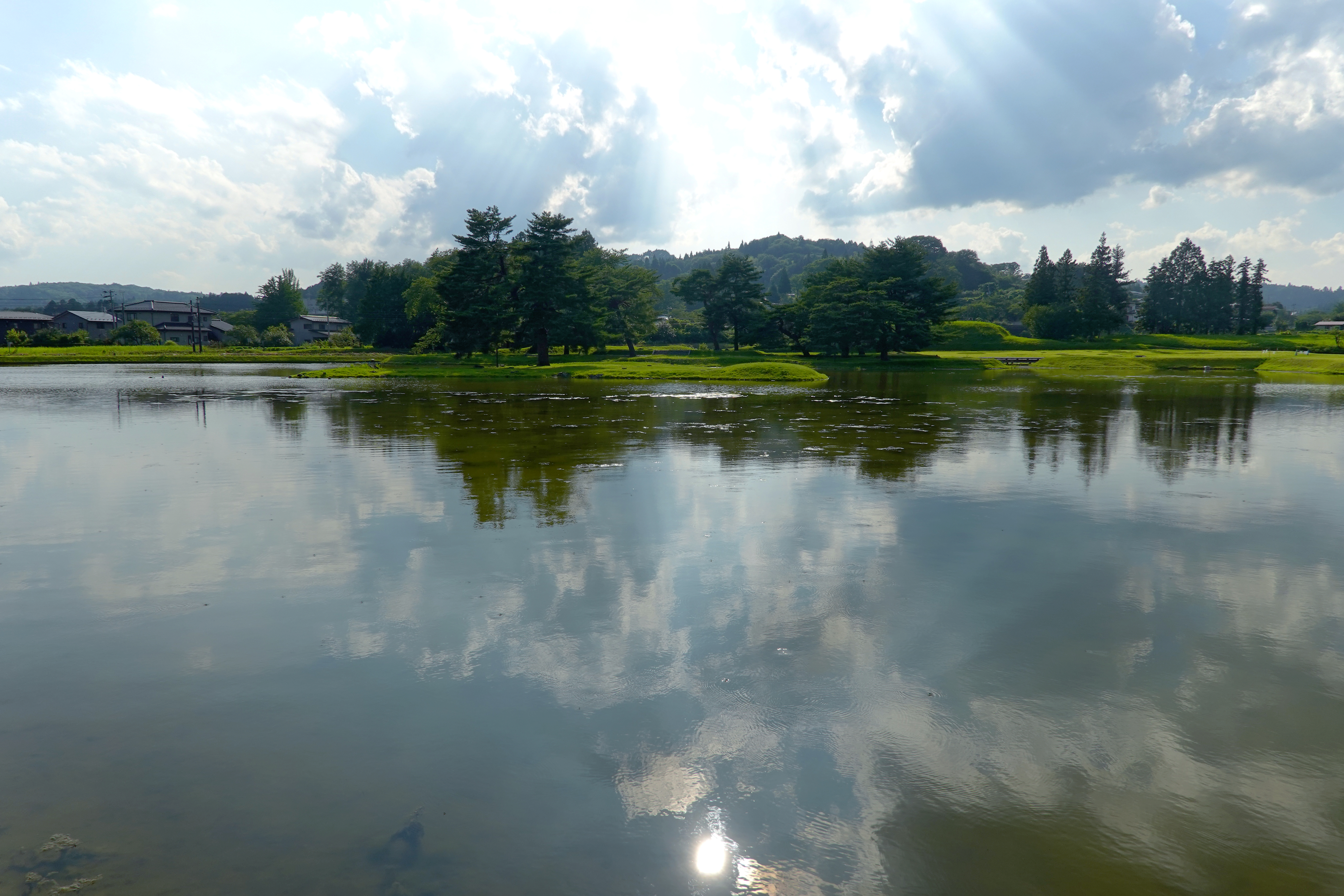
無量光院池塘

平泉町內保留著許多建於平安時代後期的寺院。坐落於北部關山丘陵的天台宗中尊寺據信在嘉祥3年（850年）由比叡山延曆寺的僧侶圓仁創建。當奧州藤原氏的初代家祖藤原清衡將根據地遷移至平泉後，便著手在當地修建大量的寺院，其用意在於為當時處於長期戰亂的陸奧國內開創出一片佛教淨土。藤原清衡依據法華經內佛陀向大眾宣說法華經的場景來修建中尊寺，並在《中尊寺建立供養願文》中將該寺描述為「諸佛摩頂之場」。寺內的供奉對象則為阿彌陀佛。建武4年（1437年）中尊寺遭遇大火，許多文物在祝融中焚毀。目前僅境內的金色堂為寺內唯一維持原貌的建築。本堂則於明治42年（1907年）重建，並且和金色堂覆堂、中尊寺經藏等文物與建築被指定為日本的國寶或重要文化財。
位於平泉車站不遠處坐落著天台宗的毛越寺。本寺同樣由僧侶圓仁於嘉祥3年（850年）開山，在大治3年（1128年）由奧州藤原氏第二代當主藤原基衡下令建造，並於文治3年（1189年）第三代當主藤原秀衡任內期間修建而成。藤原基衡以京都的法勝寺作為藍本興建中尊寺，而該寺落成後則作為平泉地區南邊門戶的寺院而具有重要地位。根據《吾妻鏡》記載，毛越寺境內的全盛時期共有40座塔與500間禪房，但與中尊寺同樣在中世紀受到祝融而焚毀，僅以大泉池為中心的庭園與復原過後的寺院結構得以留存至今。寺內在舉行完法會後表演的歌舞稱為「延年」，並且被指定為日本的重要無形民俗文化財。而與毛越寺相鄰的觀自在王院則由藤原基衡之妻建立，其設計也象徵著佛教經典中提及的佛國淨土，而現今僅留存著整修過後的伽藍遺構與庭院，並且被指定為日本的特別史跡與名勝。
位於平泉車站北邊的無量光院則由奧州藤原氏第三代當主藤原秀衡仿平等院鳳凰堂興建而成，並以淨土思想營造出佛堂、園池與自然山景融為一體的空間，藉以觀想西方的極樂世界。無量光院現今僅剩寺院遺跡與復原過後的庭園，近年則預計復原曾被用來作為儀式的舞台。

## 姐妹城市
平泉町與以下日本行政區為友好姐妹城市:
| 市町村 | 都道府縣 | 締結日期   |
| ------ | -------- | ---------- |
| 田邊市 | 和歌山縣 | 1982年     |
| 江東區 | 東京都   | 2009年12月 |

八峰町與以下外國行政區為友好城市:
| 國家           | 城市             | 締結日期 |
| -------------- | ---------------- | -------- |
| 中华人民共和国 | 天台縣（浙江省） | 2010年   |